# Eigil Ramsfjell
Eigil Ramsfjell (n. 17 martie 1955, Oslo, Norvegia) este un jucător de curl ce a reprezentat Norvegia, medaliat olimpic. A participat la 2 ediții ale Jocurilor Olimpice (1988, 1998) în care a câștigat o medalie de bronz.